# Intense (Armin van Buuren)
Intense è il quinto album del DJ trance olandese Armin van Buuren, pubblicato in esclusiva su Spotify il 29 aprile 2013 e successivamente il 3 maggio 2013 in tutti i formati.
The More Intense Edition è stata distribuita il 12 novembre 2013. Questa versione contiene diversi remix e due nuove tracce: Save My Night e Don't Want to Fight Love Away con Cindy Alma.

## Tracce
1. Intense (feat. Miri Ben-Ari) – 8:47
2. This Is What It Feels Like (feat. Trevor Guthrie) – 3:23
3. Beautiful Life (feat. Cindy Alma) – 6:08
4. Waiting for the Night (feat. Fiora) – 4:29
5. Pulsar – 6:31
6. Sound of the Drums (feat. Laura Jansen) – 3:56
7. Alone (feat. Lauren Evans) – 4:03
8. Turn This Love Around (vs. NERVO feat. Laura V.) – 5:22
9. Won't Let You Go (feat. Aruna) – 6:35
10. In 10 Years from Now – 0:56
11. Last Stop Before Heaven – 6:27
12. Forever is Ours (feat. Emma Hewitt) – 6:41
13. Love Never Came (feat. Richard Bedford) – 7:00
14. Who's Afraid of 138?! – 5:45
15. Reprise (feat. Bagga Bownz) – 3:12

Bonus Track Version
1. Humming the Lights (Armin van Buuren pres. Gaia) – 6:57

The More Intense Edition (2 CD) 
1. This Is What It Feels Like (John Ewbank Classical Remix) (feat. Trevor Guthrie) – 3:13

1. Save My Night (Original Mix) – 5:37
2. Don't Want To Fight Love Away (Original Mix) (feat. Cindy Alma) – 7:23
3. Intense (Andrew Rayel Radio Edit) (feat. Miri Ben-Ari) – 3:39
4. This Is What It Feels Like (W&W Radio Edit) (feat. Trevor Guthrie) – 3:27
5. Beautiful Life (Kat Krazy Radio Edit) (feat. Cindy Alma) – 3:47
6. Pulsar (Ummet Ozcan Radio Edit) (feat. Laura Jansen) – 3:55
7. Sound Of The Drums (Michael Brun Radio Edit) (feat. Laura Jansen) – 3:31
8. Alone (Orjan Nilsen Radio Edit) (feat. Lauren Evans) – 4:06
9. Turn This Love Around (Toby Hedges Radio Edit) (vs. NERVO feat. Laura V.) – 3:30
10. Won't Let You Go (Ian Standerwick Radio Edit) (feat. Aruna) – 3:33
11. Forever Is Ours (Solarstone Pure Radio Edit) (feat. Emma Hewitt) – 4:04
12. Love Never Came (W&W vs Armin van Buuren Remix) (feat. Richard Bedford) – 5:00
13. Intense (Dannic Radio Edit) (feat. Miri Ben-Ari) – 3:02
14. Pulsar (Cosmic Gate Radio Edit) – 3:36
15. Won't Let You Go (Tritonal Radio Edit) (feat. Aruna) – 3:41
16. Turn This Love Around (Starkillers Radio Edit) (vs. NERVO feat. Laura V.) – 3:59
17. Sound Of The Drums (Aly & Fila Radio Edit) (feat. Laura Jansen) – 4:01
18. Love Never Came (Jorn van Deynhoven Radio Edit) (feat. Richard Bedford) – 3:39
19. Last Stop Before Heaven (Maarten de Jong Radio Edit) – 4:42
20. Love Never Came (The Blizzard Radio Edit) (feat. Richard Bedford) – 3:16